# Heteropoda strandi
Heteropoda strandi är en spindelart som beskrevs av Jäger 2002. Heteropoda strandi ingår i släktet Heteropoda och familjen jättekrabbspindlar. Inga underarter finns listade i Catalogue of Life.